# Elihu Abrahams
Elihu Abrahams (* 3. April 1927 in Port Henry, New York; † 18. Oktober 2018 in Los Angeles) war ein US-amerikanischer Festkörperphysiker. 
Abrahams wuchs in New York City auf, besuchte die Walden School und Brooklyn Tech. Er studierte Physik an der University of California, Berkeley, mit dem Bachelor-Abschluss 1947 und der Promotion 1952 bei Charles Kittel (Dissertation über ferromagnetische Relaxation). Ab 1953 forschte er an der University of Illinois at Urbana-Champaign (Research Assistant Professor) und ab 1956 war er Assistant Professor und ab 1964 Professor (Bernard Serin Professor) an der Rutgers University. 1999 wurde er dort Direktor des Center for Materials Theory. Nach der Emeritierung wurde er 2008 wurde er Distinguished Adjunct Professor an der University of California, Los Angeles.
1979 bis 1982 war er Präsident des Aspen Center of Physics. 1997 bis 2000 stand er deren Board of Trustees vor. 1982 bis 1985 war er im Beratungsgremium des Institute for Theoretical Physics der University of California, Santa Barbara (Kavli Institute for Theoretical Physics).
Abrahams war unter anderem Gastprofessor und Gastwissenschaftler an der École Normale Supérieure in Paris, am Collège de France, der Universität Paris VI und in Orsay.
Er befasste sich unter anderem mit Supraleitung (auch Hochtemperatursupraleitung), Magnetismus, Phasenübergängen, stark-korrelierten Elektronensystemen (quantenmechanisches Vielteilchenproblem), ungeordneter Materie (Anderson-Lokalisierung, hierarchische Dynamik in glasartigen Systemen).
Abrahams war Mitglied der National Academy of Sciences (1987), der American Academy of Arts and Sciences (1999) und Fellow der American Physical Society (1964) und der American Association for the Advancement of Science. 1976 war er Guggenheim Fellow.
2019 erhielt er den Oliver E. Buckley Condensed Matter Prize für Pionierforschung in der Physik ungeordneter Festkörpermaterialien und Sprung-Leitung (Laudatio).
Abrahams war seit 1953 mit Geulah Greenblatt (einer Tänzerin für Modern Dance, gestorben 1996) verheiratet und hat zwei Söhne.

## Schriften (Auswahl)
- als Herausgeber: 50 years of Anderson localization, 2 Bände, World Scientific 2010
- mit Charles Kittel: Dipolar broadening of magnetic resonance lines in magnetically diluted crystals. Physical Review, Band 90, 1953, S. 238
- mit A. Miller: Impurity conduction at low concentrations, Physical Review, Band 120, 1960, S. 745
- mit T. Tsuneto: Time variation of the Ginzburg-Landau order parameter, Physical Review, Band 152, 1966, S. 416
- mit Philip Warren Anderson, D. C. Licciardello, T. V. Ramakrishnan: Scaling theory of localization: Absence of quantum diffusion in two dimensions, Physical Review Letters, Band 42, 1979, S. 673
- mit P. W. Anderson, P. A. Lee, T. V. Ramakrishnan: Quasiparticle lifetime in disordered two-dimensional metals, Physical Review B, Band 24, 1981, S. 6783
- mit Richard G. Palmer, Daniel L. Stein, P.W. Anderson: Models of hierarchically constrained dynamics for glassy relaxation, Physical Review Letters, Band 53, 1984, S. 958
- mit C.M. Varma, Stefan Schmitt-Rink: Charge transfer excitations and superconductivity in “ionic” metals, Solid state communications, Band 62, 1987, S. 681–685
- mit S.V. Kravchenko, M.P. Sarachik: Metallic behavior and related phenomena in two dimensions, Reviews of Modern Physics, Band 73, 2001, S. 251
- mit S.Y. Savrasov, Gabriel Kotliar: Correlated electrons in δ-plutonium within a dynamical mean-field picture, Nature, Band 410, 2001, S. 793–795
- mit Q. Si: Strong correlations and magnetic frustration in the high Tc iron pnictides, Physical Review Letters, Band 101, 2008, S. 076401